# Весна Кљајић Ристовић
Весна Кљајић-Ристовић (Суботица, 31. март 1968) српска је филмска, позоришна и ТВ глумица.

## Биографија
Рођена је 1968. године у Суботици. Након што је завршила Драмски студио код Мире Бањац у Новом Саду, уписала је и завршила Академију „Браћа Карић” у класи професора Зорана Ратковића и Ружице Сокић.
Глумила је у представи Први испод црте као текстописац и коредитељ, а представа је имала велику популарност. Поред глуме бави се и глумачко-педагошким радом. Чланица Народног позоришта у Суботици постала је 1996. године.
Прву улогу на ТВ остварила је 2007. године у серији Село гори, а баба се чешља, где је имала малу улогу полицајке. Значајне улоге на филму остварила је као чистачица Зорица у серији Мама и тата се играју рата и као Ружа у филму Дара из Јасеновца (2020).

## Награде и признања
- 6 х Награда Талиа за глумицу сезоне у Народном позоришту у Суботици.[1]
- Награда Никола Милић за најбољу епизодну улогу Лепосаве Лепе пекарке у представи Сабирни центар, на 37. Фестивалу Дани комедије у Јагодини.
- Глумачко остварење вечери за улогу Сарке у представи Ожалошћена породица на 25. Нушићевим данима у Смедереву.[1]

## Филмографија
| Год.   | Назив                      | Улога            |
| ------ | -------------------------- | ---------------- |
| 2000-е |                            |                  |
| 2007.  | Село гори, а баба се чешља | полицајка        |
| 2010-е |                            |                  |
| 2019.  | Далеко је Холивуд          | Деса             |
| 2019.  | Нек иде живот              | Цаца             |
| 2020-е |                            |                  |
| 2020.  | Мама и тата се играју рата | чистачица Зорица |
| 2020.  | Дара из Јасеновца          | Ружа             |
| 2021.  | Клан                       | тетка            |

## Позоришне улоге
- Ж. Ануј: Женски оркестар- Ермелина
- Молијер: Импровизације учених жена - Госпођица Ди Парк, Бетиза
- К. Трифковић: Посланик - Јеца
- Б. Фрил: Плес на празник лунасе - Меги
- К. Голдони: Слуга двају господара - Келнерица
- Д. Елдриџ: Под плавим небом - Мишел
- Г. Бихнер: Леонс и Лена - Гувернанта
- Н. Сајмон: Апартман - Карен, Норма
- А. Кристи: Мишоловка - Госпођица Кеисвел
- В. Шекспир: Много вике ни око чега - Урсула
- Џо Ортон: Шта је собар видео - Госпођа Прентис
- Д. Ковачевић: Сабирни центар - Лепа пекарка
- Б. Нушић: Ожалошћена породица - Сарка
- Љ. Симовић: Путујуће позориште Шопаловић - Гина
- Б. Михајловић Михиз: Бановић Страхиња - Мајка
- Јордан Цветановић: Симптоми - Бранка
- В. Шекспир: Комедија забуне- Куртизана
- Оља Ђорђевић: Запис / по текстовима Момчила Настасијевића/ - Попадија
- Анте Томић: Чудо у Поскоковој Драги-Тета Роса
- Алан Менкен и Хауард Ешмен: Мала радња хорора-Ронет
- Аристофан: Жене у народној скупштини-Хоровођа
- према мотивима Фредерика Нота: Чекај до мрака (Сузи)
- Бранислав Нушић: Мистер Долар-госпођа са гласним жицама о којој се много шапуће и госпођа поштена радница у чарапари
- Ранко Маринковић: Глорија (Мајка)
- Скерлић-Деполо: Врла нова 2061.
- Реј Куни: Два у један-Лили Чатертон
- Молијер: Мизантроп-Арсиноја
- Трејси Летс: Август у округу Осејџ
- Патрик Хамилтон: Конопац-госпођа Кентли
- Мартин Макдона: Сакати Били са Инишмана-мама
- Кен Лудвиг: Месец изнад Бафала-Етел